# مي النقيب
'مي النقيب' هي مؤلفة وكاتبة كويتية. اشتهرت بتأليفها لكتاب «الضوء الخفي للأشياء»، وهي مجموعة من القصص القصيرةالمتصلة وقد تم نشرها عبر بلوومسبري في عام 2014. فازت تلك المجموعة بجائزة مهرجان إيدنبرج للكتاب الدولي لتصبح بذلك أول جائزة تفوز بها في عام 2014.
وقد تم ظهور قصصها «القصيرة في الخطاب التاسع» The Ninth Letter و«الخط الأول» The First Line  ومقتطفات «رواية العالم» The Novel of the World. ولقد حصلت قصتين لها بشرف الذكر في مسابقات Glimmer Train. ويعتبر كتاب الضوء الخفي للأشياء هو أول مجموعة للقصص القصيرة.

## بدايتها
ولدت مي النقيب في عام 1970 في الكويت، وعاشت أول ست سنوات من حياتها في لندن، ايدنبرج، سان لويس وماسوري. التحقت مي بالمدرسة الأميركية بالكويت وحصلت على الدكتوراة في الادب الإنجليزي من جامعة براون وتعمل حاليا كأستاذ مشارك في الدراسات ما بعد الاستعمار والادب المقارن بجامعة الكويت. تركز أبحاث النقيب الأكاديمية على الثقافات السياسية في الشرق الأوسط. وقد كتبت مقالات عن غسان كنفاني، اسيا ديجبار، وياسمين زهران وعن أخرون. وقامت أيضا بتاريخ وأهمية المجتمع الفلسطيني في الكويت. وتعيش وتشتغل مي في الكويت.

## كتاب الضوء الخفي للأشياء
يحتوي كتاب الضوء الخفي للأشياء على عشرة قصص قصيرة متشابكة، وكل قصة يتبعها مقالة قصيرة ذات صلة. وتركز القصص حول قدرة تعامل الأشياء اليومية على تحريك الأحاسيس والذكريات المنسية في مختلف الشخصيات واكتشاف كيفية تأثير تلك التجربة على الحاضر والمستقبل.
و ذكرت إيريكا بانرجي أن مي النقيب لديها شفقة حول العالم القديم وعين أستثنائية حول المشهد المكدوم للشرق الأوسط. كل القصص تتحدث حول الشرق الأوسط بطريقة أو بأخرى.في حين ترتبط كل القصص بأحداث سياسية مألوفة:-مثل غزو العراق للكويت، الحرب الأهلية في لبنان، وحالة فلسطين- تركز تلك القصص على الحياة اليومية للأشخاص العاديين.

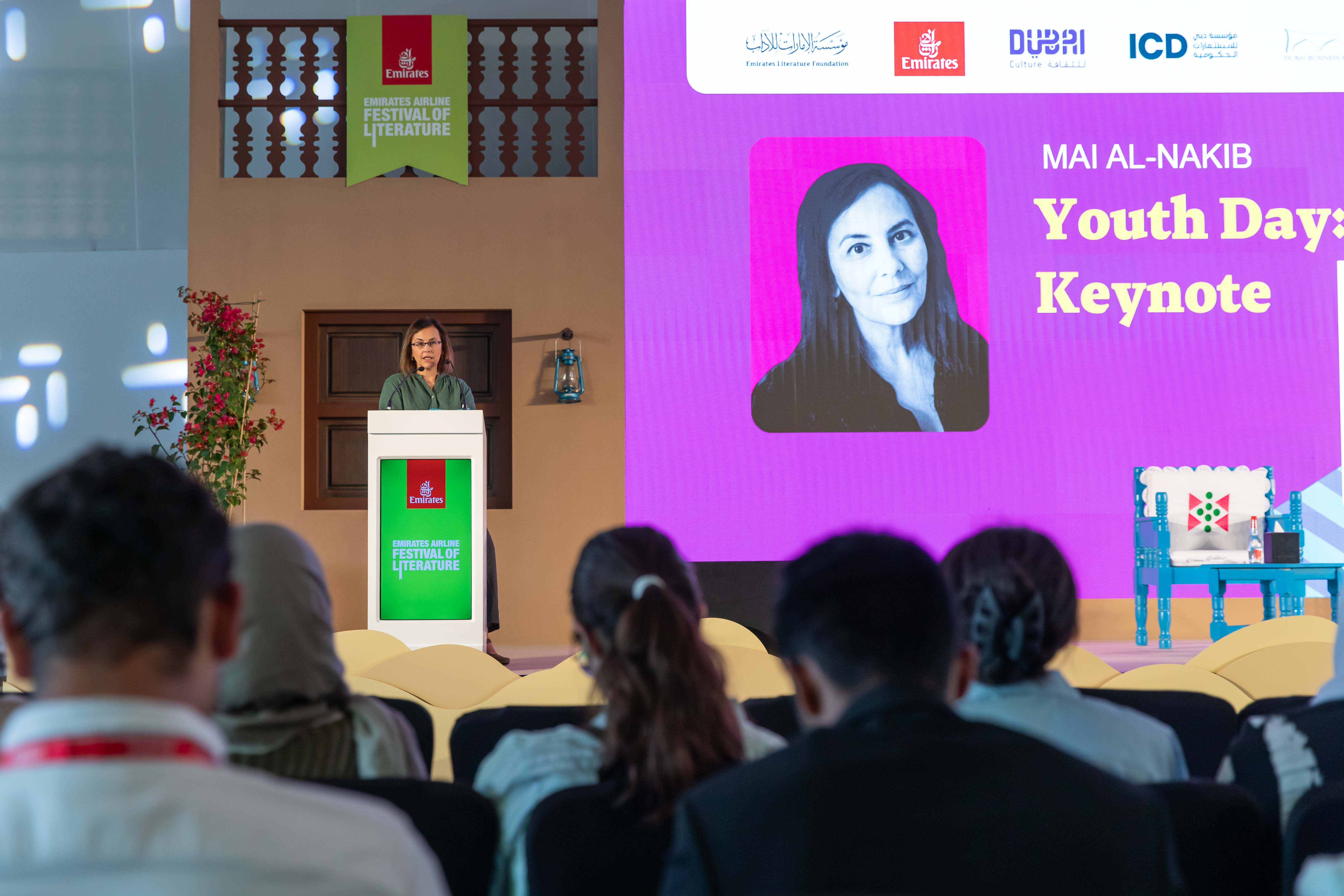
مي النقيب تشارك في مهرجان طيران الإمارات للآداب لعام 2024.